# Fédération de Paraíba de football
La Fédération de Paraíba de football (en portugais : Federação Paraibana de Futebol) est un organisme sportif brésilien regroupant les clubs de football de Paraíba et organisant les compétitions au niveau régional, comme le championnat de Paraíba de football. Elle représente également les clubs de Paraíba au sein de la Confédération brésilienne de football.